# Warburton Airport
Warburton Airport är en flygplats i Australien. Den ligger i regionen Ngaanyatjarraku och delstaten Western Australia, omkring 1 200 kilometer nordost om delstatshuvudstaden Perth. Warburton Airport ligger 461 meter över havet.
Trakten runt Warburton Airport är nära nog obefolkad, med mindre än två invånare per kvadratkilometer.. Närmaste större samhälle är Warburton, nära Warburton Airport. 
Omgivningarna runt Warburton Airport är i huvudsak ett öppet busklandskap. Genomsnittlig årsnederbörd är 293 millimeter. Den regnigaste månaden är januari, med i genomsnitt 59 mm nederbörd, och den torraste är augusti, med 1 mm nederbörd.